# Wacław Leon Makowski
Wacław Leon Makowski (ur. 3 czerwca 1854 w Piotrkowie Trybunalskim, zm. 10 lutego 1929 w Wilnie) – polski radny miasta Wilna, księgarz, działacz społeczny, czynny członek Związku Księgarzy Polskich, honorowy członek Towarzystwa Kupców Chrześcijan i przewodniczący Koła Wileńskiego w latach 1922–1929. Był synem Witalisa Makowskiego i Karoliny Pętkowskiej.

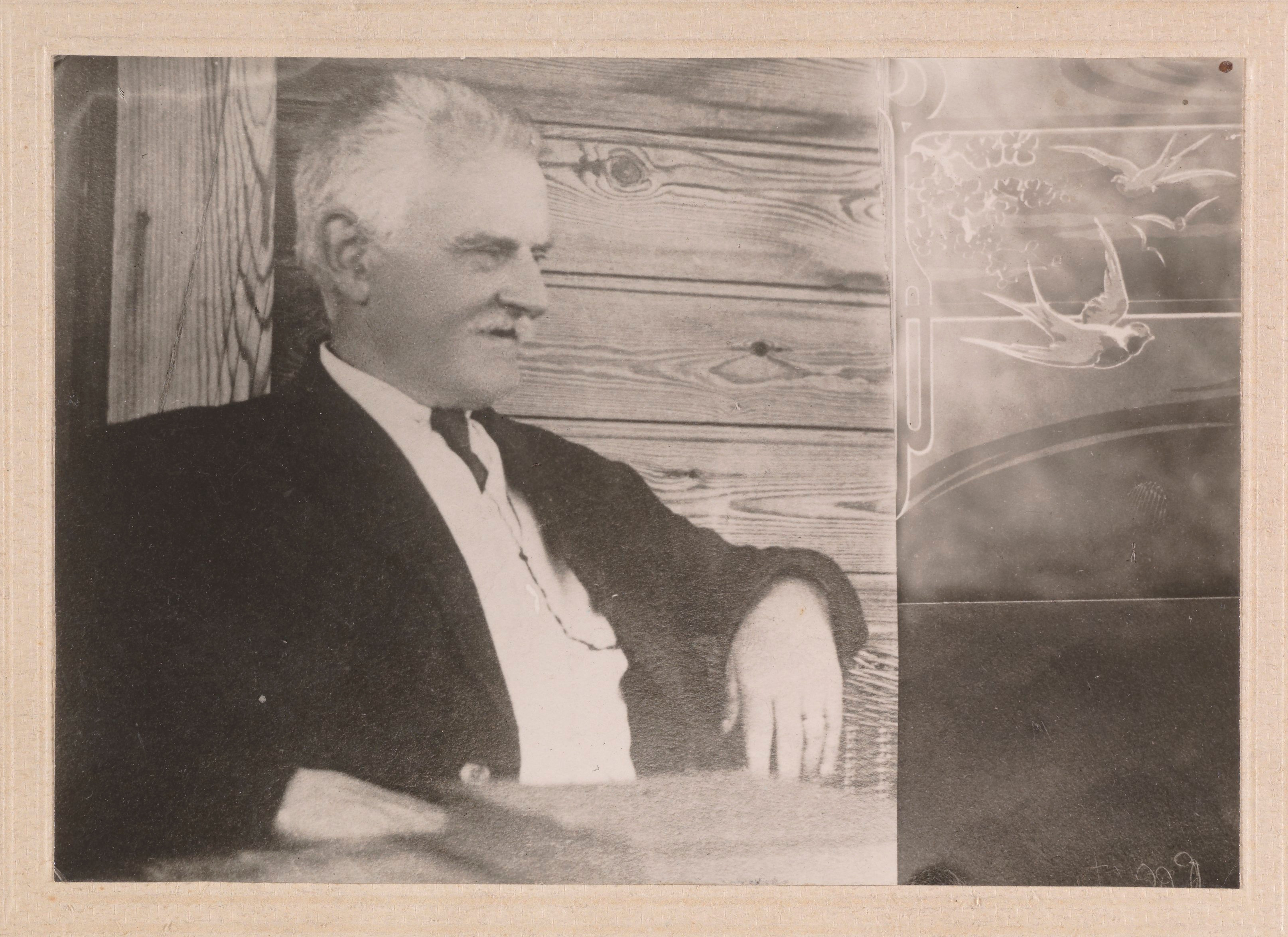
Wacław Leon Makowski

## Życiorys
Progimnazjum ukończył w Łowiczu, gimnazjum nr 4 (6-letnie) w Warszawie, po czym wstąpił na praktykę do księgarni wydawców warszawskich – Gustawa Gebethnera i Roberta Wolffa. Uczęszczał jednocześnie do szkoły handlowej.
W pierwszych latach swojej działalności w Wilnie (1879 r.) kierownik księgarni Elizy Orzeszkowej: „Eliza Orzeszkowa i S-ka” a później jej wspólnik, następca Wincentego Chełmińskiego.
Po zamknięciu księgarni w roku 1882 przez nieprzychylne wówczas dla literatury polskiej władze rosyjskie, kierował księgarnią Feliksa Zawadzkiego (ojca właścicieli późniejszej firmy „J.Zawadzki”). Po 9 latach pracy w firmie wraz z żoną Apolonią Chełmińską (córką Karola Chełmińskiego) prowadził własną księgarnię wydawniczą przy ulicy Świętojańskiej w Wilnie, którą wykupił wraz z koncesją od J. Krasnosielskiego a także księgarnię w Mińsku, kierowaną przez Jana Życieńskiego i Eufemię Wojtkiewiczównę. Po roku 1902 jako pierwszy uzyskał zgodę na otworzenie pierwszej polskiej czytelni, których tworzenie do tego czasu było surowo zakazane.
Wacław Makowski prowadził nieustanną walkę o możliwość wydawania polskich książek z ówczesnymi władzami i cenzorami, narażając swoją wolność i życie. Odpierał ataki urzędników przeprowadzających rewizje, miał wiele procesów sądowych, między innymi za wydanie „Gloria victis” – Elizy Orzeszkowej, jednak dzięki zawziętemu działaniu i dobrym kontaktom często wychodził z opresji, płacąc jedynie kary pieniężne. Księgarnie polskie były wówczas surowo traktowane przez carskich satrapów, którzy „widzieli w nich rozsadnika polonizacji i środek do rozpowszechniania literatury nielegalnej”.
Makowski chcąc szerzyć kulturę nie poprzestawał tylko na wydawaniu książek, nut i kalendarzy – organizował i urządzał koncerty, zapraszając przy tym znanych wykonawców z Polski i nie tylko. Na występach tych, były często przemycane zakazane treści, których nie udawało się rozszyfrować tym którzy nie znali dobrze patriotycznych wartości Polaków i polskich obyczajów. Na jednym z koncertów polska artystka występująca pod nazwiskiem Stengel-Sembrich (Marcelina Sembrich-Kochańska), wykonująca utwory Chopina, na żądanie publiczności zaśpiewała kilka zdań w języku polskim w obecności cesarza – Makowski za ten występ odpowiadał przed sądem i był ukarany grzywną.
W roku 1890 Wacław Makowski wraz z synem – Wacławem juniorem brali udział w tzw. „Zawracalniach”. Były to tajne spotkania, na których urządzano teatrzyki, deklamacje utworów Mickiewicza, Słowackiego, Syrokomli i wielu innych. „Zawracalnie” z czasem przekształciły się w „Wieczory Rzemieślnicze” z programem koncertowym i tańcami, na które Makowski otrzymał oficjalne pozwolenie władz.
W 1905 wraz ze swoim synem Wacławem, podjęli próbę wydania polskiego pisma codziennego, któremu chcieli nadać tytuł „Gazety Wileńskiej”, jednak pozwolenia nie uzyskali.
11 grudnia 1911 otrzymał pozwolenie i zarazem propozycję od hrabiny Broel-Plater urządzania bardzo znanych i popularnych wówczas tzw. „Achów”. Były to przedstawienia amatorskie, których treścią była satyra skierowana do miejscowych działaczy.
11 sierpnia 1915 z powodu konfliktów z Niemcami Poczta Polska przestała funkcjonować co zapoczątkowało kryzys wydawnictwa Wacława i Apolonii a 5 września wojska niemieckie zajęły Wilno. „Zostaliśmy odcięci od świata, mosty pozrywane, koleje zrujnowane” – tak pisał Makowski we wspomnieniach. Rozpoczęły się systematyczne rewizje i grabieże przeprowadzane przez Niemców. Makowski musiał starać się o pozwolenia na wydawanie książek od Ober-Ost, który bez podawania przyczyny blokował wydanie nawet najbardziej niewinnych podręczników tj. j.niemiecki, katechizm, geografia itp. Udało się jednak wydać „Snopek z naszej niwy” a później „Moje czytanki” autorstwa córki seniora Makowskiego – Ewy Gulbinowej. Jednak z uwagi na falę odmów od Ober-Ost'u nastał dla Makowskich kryzys, ruch w księgarniach zmalał do ok. 20%.
W końcu grudnia 1918 wojska niemieckie ustąpiły.
6 stycznia 1919 wojska bolszewickie wdarły się do miasta i zaczęły wprowadzać swoje rządy. Ruch w księgarniach jednak się ożywił. Sowieci chcieli przejąć wszystkie księgarnie, jednak nie udało im się to gdyż 19 marca 1919 wkroczyły do Wilna wojska polskie. W lipcu 1920 ponownie wkroczyły do Wilna bolszewicy. Skład książek przy ul. Biskupiej, będący pod opieką Makowskiego zostaje uszkodzony i częściowo ograbiony. Makowski za stawianie oporu – nie wyrażenia zgody na oddanie księgarni w ręce bolszewików zostaje niebawem aresztowany pod pretekstem posiadania broni palnej w mieszkaniu i z czasem zostaje osadzony w więzieniu na Łukiszkach, gdzie spotyka znajomych, oskarżonych i uwięzionych również bezpodstawnie. Cudem uchodzi z życiem, gdyż część jego kompanów została wywołana i stracona. Po wielu ciężkich przeżyciach Wacław i reszta więźniów zostaje uwolniona przez wojska Litewskie.
Makowscy mieli dzieci: córkę Ewę i trzech synów – Wacława, Czesława i Witolda; wszyscy jak pisał Makowski „złożyli daninę krwi na ołtarzu Ojczyzny”.
Rodzina Makowskich prowadziła interesy a także przyjaźniła się z Elizą Orzeszkową o czym świadczą Listy Orzeszkowej do Wacława Makowskiego. W listach tych Orzeszkowa bardzo pozytywnie wypowiada się o Wacławie a także często wspomina „Polcię” i „Wacia” (jego żonę i syna).
Wacław Makowski był bardzo serdeczny dla młodszych kolegów, pamięć o nim jako wybitnym księgarzu uczcił VII Zjazd Związku Księgarzy Polskich w Wilnie w 1939. Przed śmiercią opisał swoje wspomnienia wydane na łamach Przeglądu Księgarskiego w 1925 pod tytułem: „Wspomnienia starego księgarza na tle osobistych przeżyć”.
W 1950 Ewa Gulbinowa przekazała Miejskiej Bibliotece Publicznej im. Hieronima Łopacińskiego w Lublinie dokumenty dotyczące księgarni „Eliza Orzeszkowa i S-ka” z lat 1879-1881. Są to m.in.: zawiadomienia o otwarciu księgarni, pełnomocnictwa dla Wacława Makowskiego, kontrakty między wspólnikami, rachunki księgarni.